# Бахуринский, Антон Петрович
Антон Петрович Бахуринский (укр. Антон Петрович Бахуринський; 4 ноября 1986, Полтава, Украинская ССР, СССР) — украинский и российский футболист.

## Клубная карьера
Является воспитанником полтавской школы «Фортуна» и ДВУФК Днепропетровска. В 2004 году попал в заявку «Таврии», однако матчей не провёл. Дебютировал в профессиональном футболе в клубе «Ялос», который выступал во Второй лиге. Далее играл в «ИгроСервисе». В 2008 году играл в российском любительском клубе «Магнит», после играл за «Коростень» из одноимённого города. В 2010 году провёл в «Бастионе». Летом 2011 года перебрался в узбекистанский «Кызылкум», за который в Суперлиге Узбекистана провёл 9 матчей, в которых забил 1 гол. После окончания сезона покинул «Кызылкум». В 2012 году вернулся на Украину и выступал за «УкрАгроКом», через полгода перебрался в ялтинскую «Жемчужину». С 2013 по 2017 годы играл за различные любительские клубы.

## Личная жизнь
Отец Пётр Бахуринский и брат Евгений, также профессиональные футболисты.